# Sachsens historia

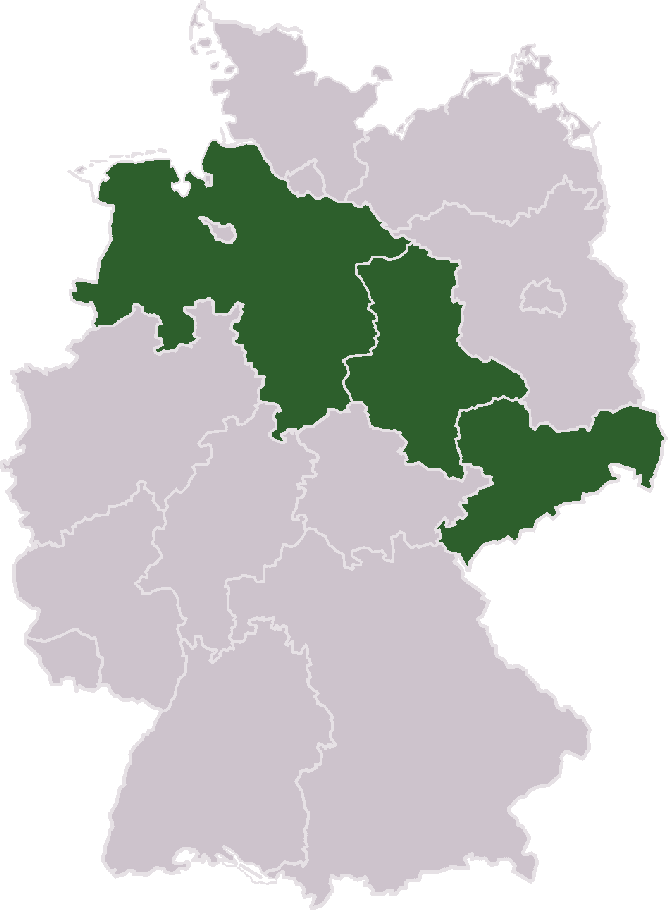
Karta över de tre förbundsländer i vars namn "Sachsen" ingår: Niedersachsen, Sachsen-Anhalt och Fristaten Sachsen.

Sachsen är namnet på en rad historiska statsbildningar i norra och östra Tyskland som sammanlagt har en historia på mer än tusen år. Saxarnas ursprungsområde, det gamla Sachsen, var huvudsakligen beläget i det nuvarande förbundslandet Niedersachsen. Efter det att hertigdömet Sachsen upplöstes 1296 kom namnet "Sachsen" att förknippas med en rad olika statsbildningar utanför det ursprungliga Sachsen. Det område som idag går under namnet Sachsen kallades ofta för "övre Sachsen" för att skilja det från övriga områden som historiskt kallats Sachsen.
Sedan markgreven av Meissen, Fredrik den stridbare, tog över Sachsen-Wittenbergs vakanta kurfurstevärdighet 1423 kom namnet "Sachsen" främst att förknippas med Kurfurstendömet Sachsen och dess efterföljare, samt en rad mikrostater i Thüringen.  Efter Preussens seger över Kungariket Sachsen i slaget vid Leipzig (1813) bildades även den preussiska Provinsen Sachsen ur de från kungariket erövrade områdena.
Efter de tyska monarkiernas sammanbrott i den tyska revolutionen 1918 och Preussens upplösning efter Nazitysklands nederlag i andra världskriget organiserades Tysklands territoriella indelning flera gånger. Idag bär tre förbundsland namnet Sachsen: Niedersachsen,  Sachsen-Anhalt och Fristaten Sachsen.

## Tidig historia

### Gamla Sachsen

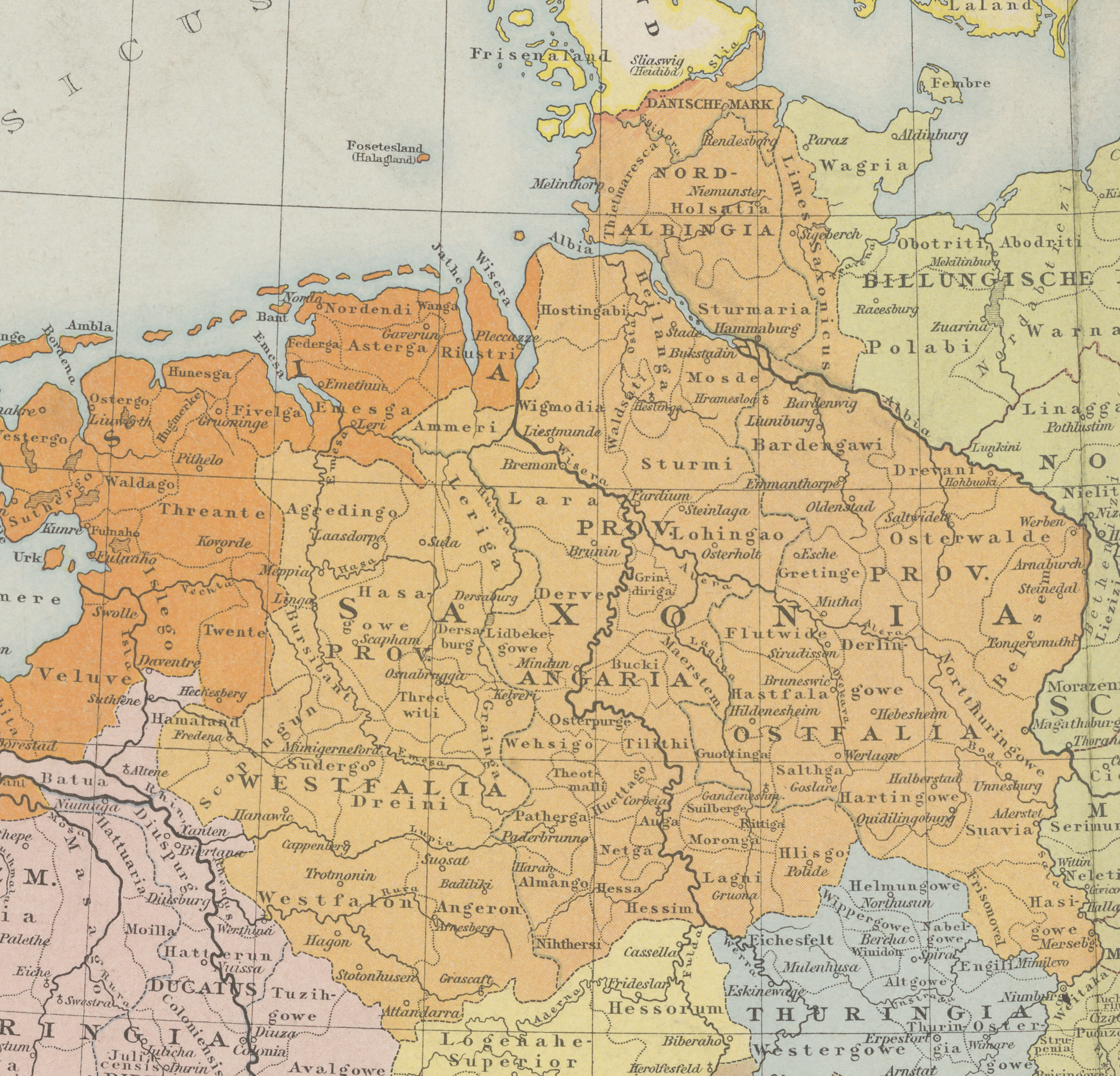
Gamla Sachsen kring år 700.

Gamla Sachsen var en region i det som idag är Tyskland, ungefär motsvarande förbundsländerna Nordrhein-Westfalen, Niedersachsen och Sachsen-Anhalt. Här hade saxarna sitt huvudsakliga bosättningsområde efter folkvandringstiden.
I stället för den ursprungliga germanska befolkningen inträngde under 600-talet slaviska stammar i de områden, som i väster begränsas av Elbe och Saale, i öster av Oder. Från och med 900-talet återvanns småningom det förlorade. Den av konung Henrik I vid Elbe anlagda borgen Meissen blev mot århundradets slut medelpunkten för markgrevskapet Meissen, i vilket tyska kolonister i alltjämt växande omfattning slog sig ned.
Sachsarna höll länge fast vid sina gamla gudar och gjorde hårdnackat motstånd mot alla omvändelseförsök. Karl Martell och hans son Pippin, som sökte bringa dem till underkastelse under det frankiska riket och den kristna tron, vann endast partiella framgångar. Först Karl den store lyckades kuva sachsarna. Från år 772 företog han upprepade krigståg in i hjärtat av sachsarnas land. Genom uppförande av starka borgar, genom hänsynslösa härjningar, massavrättningar o.s.v. utmattade han sina motståndares krafter, och redan 777 kunde han hålla en riksdag i Paderborn, där de underkuvade lovade honom trohet och massvis lät döpa sig. Men den stränghet, varmed han sökte undertrycka den hedniska kulten och införa frankiska, kyrkliga inrättningar, väckte en hejdlös förbittring. En förnäm västfal Widukind framträdde som ledare för motståndet. Det ena upproret avlöste det andra, å ömse sidor kämpades med växande förbittring.
Ännu långt efter sedan det gamla Sachsen som politisk enhet upphört, kvarlevde medvetandet om en sachsisk stam. Sachsare var länge beteckning på Nordtysklands befolkning över huvud (däri inbegripet folket i de från slaverna vunna områdena öster om Elbe och Saale, fastän kolonisterna i dessa bygder endast till ringa del var av sachsisk härkomst).

### Hertigdömet Sachsen
783 vann Karl emellertid två avgörande segrar vid Detmold och vid Hase. 785 uppgav Widukind striden och mottog dopet. Under de nya uppror, som utbröt 792–804, använde Karl med förkärlek utvägen att förflytta stora delar av den sachsiska befolkningen från dess hemland. (Därom vittnar ännu ortnamn i mellersta och södra Tyskland.) I dessas ställe kom frankiska kolonister. Regionen annekterades stegvis i Frankerriket, och blev sedermera hertigdömet Sachsen.
I det erövrade landet upprättades åtta biskopsstift (Osnabrück, Verden, Bremen, Paderborn, Minden, Halberstadt, Hildesheim och Münster). För dess världsliga förvaltning insattes grevar och markgrevar. Den av Karl utfärdade Lex saxonum ("sachsarnas lag"; troligen 802) bekräftade den sachsiska adelns rättigheter och bidrog att försona den med frankerna. Efter 804 hör man inte heller längre talas om slitningar, sachsarna blev trogna mot riket och sin nya tro och kämpade oförsonligt med sina hedniska grannar venderna och nordmännen.
Då det alltmer försvagade karolingiska riket inte kunde ge tillräckligt skydd, började en rik och ansedd adlig släkt, ludolfingerna, att taga ledningen i de permanenta gränsstriderna mot slaverna. Dess stamfader Ludolf (död 866) bekläddes av konung Ludvig den tyske med markgrevlig rättighet och nämnes en gång som hertig över de östliga sachsarna. Hans andre son, Otto (död 912), utövade på konung Konrads tid verklig hertiglig myndighet, och Sachsen räknades från denna tid som ett av de fem tyska stamhertigdömena. Vid denna tid förenades Thüringen med Sachsen. Då med Ottos son Henrik ludolfingernas ätt 919 vann tyska kronan, förblev Sachsen till en början helt och hållet under kungens omedelbara förvaltning. Men den sachsiska hertigvärdigheten återupprättades 960, då Henriks son Otto I (936–973) överlät hertigdömet åt greve Hermann Billung (död 973). Till en början var den hertigliga myndigheten inskränktare än de forne stamhertigarnas, men Hermans ättlingar, billungarna, visste att utvidga sina befogenheter och sin självständighet.
De saliske kejsarnas strävanden att hävda sin myndighet i Sachsen (kejsar Henrik III byggde t.ex. en borg i Goslar, där han gärna vistades) mötte motstånd från både hertigarna och adeln; under kejsar Henrik IV var Sachsen härden för stormannaoppositionen mot konungen (det stora sachsarupproret 1073-75). Billungarna fullföljde fejderna mot sina slaviska grannar; men de erövringar, som därunder gjordes öster om Elbe och Saale och som organiserades i markgrevskap, kom inte i varaktig politisk förbindelse med hertigdömet Sachsen.
Då ätten utslocknade, 1106, förlänades Sachsen åt Lothar av Supplinburg. När han själv blivit kejsare, gav han det i sin tur 1137 åt hertigen av Bayern, Henrik den stolte av huset Welf, som på mödernet härstammade från den gamla hertigätten. Henriks son,
Henrik Lejonet (1142-80) vann genom sina erövrings- och omvändelsetåg mot slaverna stora områden (bland annat större delen av nuvarande Mecklenburg) åt sitt hertigdöme. Men den katastrof, som 1180 drabbade honom, gjorde också slut på hertigdömet Sachsen i dess forna utsträckning.
Henrik fick behålla endast sina familjegods (se Braunschweig); den hertigliga värdigheten i de västliga delarna av landet (Westfalen) tillföll ärkebiskopen av Köln, och åtskilliga furstar, som förut stått under den sachsiske hertigens överhöghet, erkändes som riksomedelbara.
Den nye hertigen av Sachsen, Bernhard (död 1212), av huset Askanien, fick på sin lott endast några smärre områden vid mellersta och nedre Elbe. Detta hertigdöme (det yngre hertigdömet Sachsen), som för övrigt 1260 delades på två linjer, Sachsen-Lauenburg och Sachsen-Wittenberg, spelade i Tysklands historia endast en underordnad roll. Efter långvariga strider fick den wittenbergska linjen sin rätt att deltaga i kejsarvalet, sin kurfurstevärdighet, bekräftad 1356.

## Kurfurstendömet Sachsen

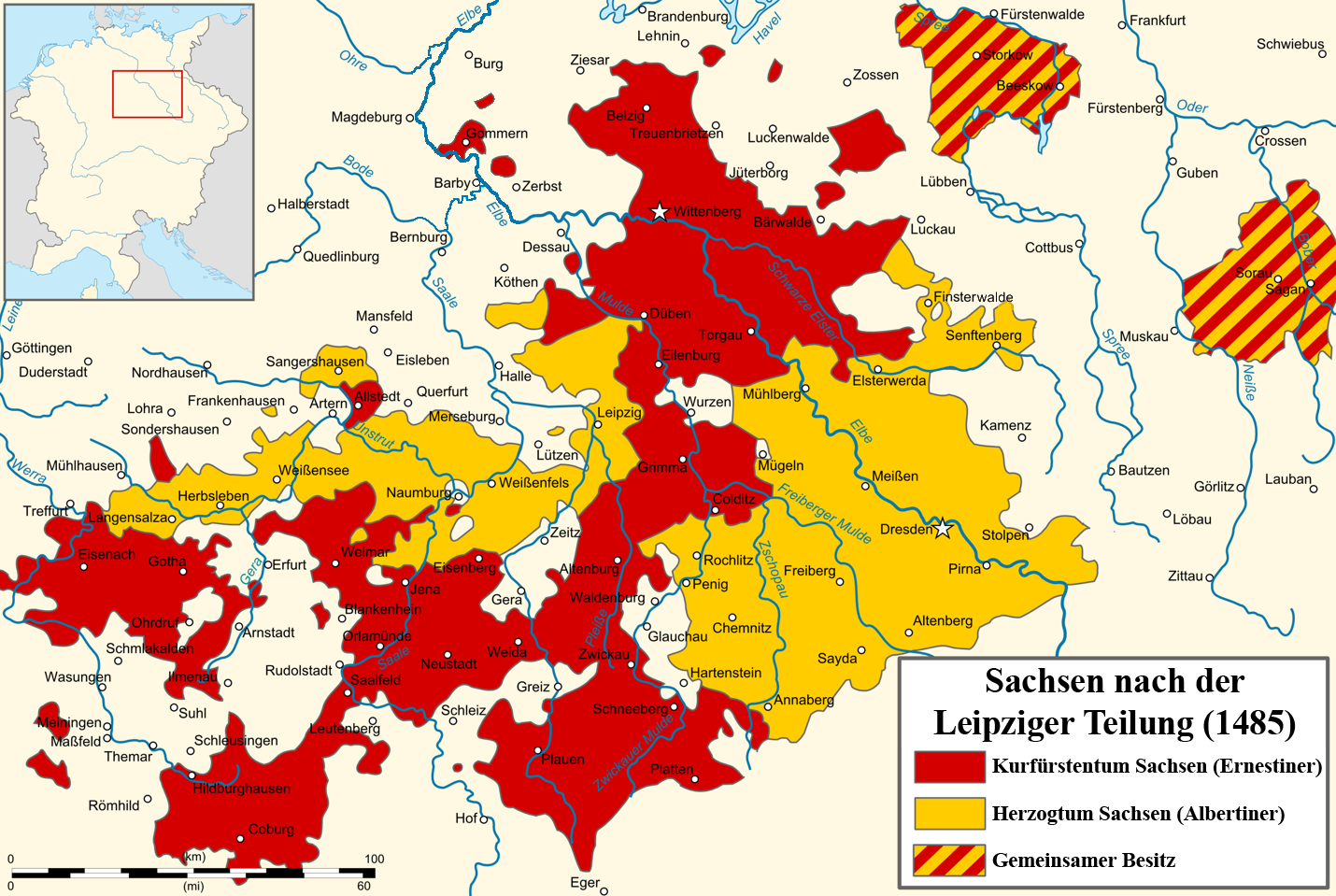
Kurfurstendömet Sachsens delning efter fördraget i Leipzig, 1485:
Ernestinska länder: Wittenberg och södra Thüringen
Albertinska länder: Meissen och norra Thüringen

Omkring 1089 förlänades Markgrevskapet Meissen åt huset Wettin, som 1247 också fick
lantgrevskapet Thüringen. När den wittenbergska linjen utslocknade 1423 lyckades markgreven Fredrik den stridbare (1381 -1428) ta över Sachsens vakanta kurfurstliga värdighet.
Ännu under
Fredriks son kurfursten Fredrik den saktmodige
(1428-64) var de wettinska besittningarna splittrade på olika medlemmar av huset; först dennes söner kurfurst Ernst (1464-86) och hertig Albrekt (1464-1500), regerade gemensamt över dem alla. De omfattade vid denna tid ungefär det nuvarande förbundslandet Sachsen (utom Ober-Lausitz) jämte större delen av Thüringen och sydligaste delen av Sachsen-Anhalt. Men denna mycket betydande landkomplex splittrades åter (och för alltid), då bröderna genom fördraget i Leipzig 26
augusti 1485 delade sina länder.

### De ernestinska och albertinska linjerna
Ernst, stamfader för den ernestinska linjen, fick på sin lott bl. a. det egentliga kurfurstendömet Sachsen och större delen av de thüringska besittningarna. Albrekt, stamfader för den albertinska linjen, fick bl. a. det gamla markgrevskapet Meissen med städerna Dresden och Chemnitz (centrum för en livlig vävnadsindustri) samt norra delen av Thüringen; till hans andel hörde också Leipzig, redan vid denna tid medelpunkt för en betydande transithandel och sedan 1409 säte för ett universitet. Under gemensam förvaltning förblev bl. a. de rika bergverken (silvergruvorna i Freiberg bröts sedan 1100-talet, tenngruvorna i Altenberg sedan 1458).
De ernestinska besittningarna var osammanhängande och splittrade, vilket försvårade deras utveckling till en sluten stat. Vida lättare var detta i de väl avrundade albertinska länderna, för vilka redan 1486 en kollegial Landesregierung inrättades och vilkas odelbarhet fastslogs 1499.

## Reformationen och Schmalkaldiska kriget

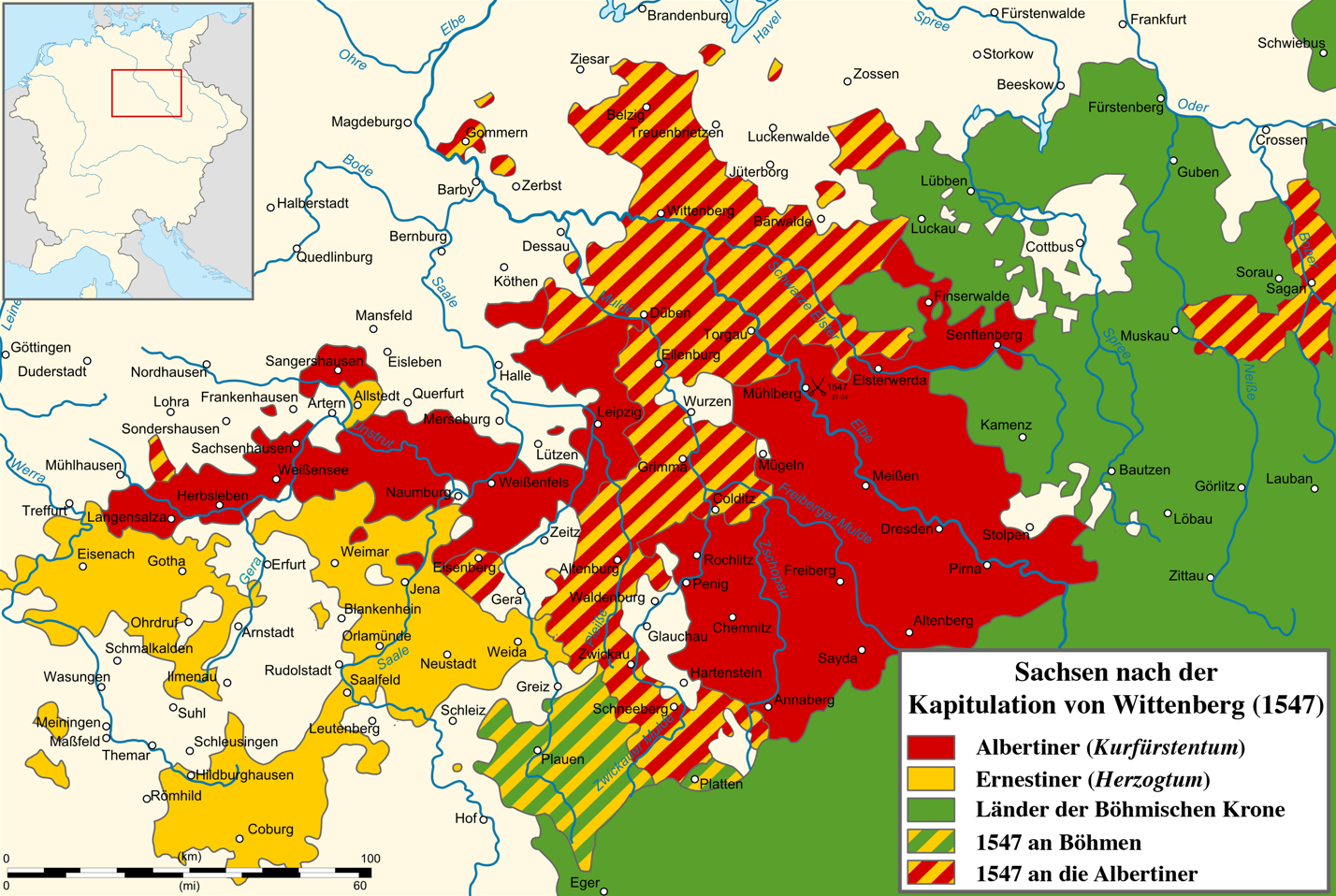
Sachsen efter kapitulationen i Wittenberg 1547:
Moritz' albertinska land (streckat: förvärv)
Johan Fredriks ernestinska land
Böhmiska land

De ernestinska kurfurstarna Fredrik III den vise (1486-1525), Johan den ståndaktige (1525-32) och Johan Fredrik (1532-47) gynnade i sina länder reformationen, som utgått från det av Fredrik III (1502) grundlagda universitetet i Wittenberg. Den protestantiska statskyrkan i kurfurstendömet Sachsen, organiserad av Martin Luther, blev förebildlig för liknande organisationer inom och utom Tyskland.
Hertig Georg den skäggige, Albrekts son (1500-39), bekämpade däremot den nya läran. Georgs bror och efterträdare
Henrik den fromme (1539-41) införde emellertid reformationen också i de albertinska länderna; hans verk fullföljdes sedan 1541 av sonen Moritz (1115-16). Denne råkade inom kort i konflikt med sin syssling kurfursten; i förbund med kejsar Karl V berövade han efter slaget vid Mühlberg Johan Fredrik stora delar av dennes besittningar, framför allt det egentliga kurlandet, med vilket den kurfurstliga värdigheten var förenad ("Wittenbergkapitulationen" 1547).
Den ernestinska linjen behöll endast sina besittningar i Thüringen (även sin andel i bergverken fick den avstå), vilka sedermera splittrades genom ständiga delningar, och kom att i politisk betydelse stå långt efter den yngre albertinska (se Sachsen-Altenburg, Sachsen-Hildburghausen, Sachsen-Koburg-Gotha, Sachsen-Meiningen, Sachsen-Weimar-Eisenach).
Kurfurst Morits (1547-53) lade grunden till en byråkratisk ämbetsorganisation, i spetsen för vilken stod det kollegiala "hovrådet", hävdade med bestämdhet sin supremati över kyrkan och indrog i stor utsträckning kyrkogods, som delvis användes till skolväsendets fromma. Hans bror och efterträdare August I (1553-86) vinnlade sig framför allt om landets ekonomiska utveckling, bragte (bland annat genom förvaltning av de kurfurstliga domänerna och bergverken) dess finanser i utmärkt skick och skapade i "konstitutionerna" av 1572 en allmän sachsisk lagbok. I kyrkopolitiskt avseende avvisade August samverkan med de reformerta. Sachsen försökt i stället ena de uttalat lutherska teologerna, vilket konkordieformeln 1577 var ett uttryck för. Efter Augusts sons, Kristian I:s, korta regering (1586-91) fullföljde efter varandra dennes söner, Kristian II (1591-1611) och Johan Georg I (1611-56), farfaderns politik.

## Trettioåriga kriget

Kurfurstendömet Sachsens utsträckning i Tysk-romerska riket efter Westfaliska freden 1648.

Under Trettioåriga krigets tidigare skeden understödde Johan Georg verksamt den habsburgska politiken, sökte därefter iakttaga neutralitet mellan kejsaren och Gustav II Adolf, men tvangs, då kejserliga trupper under Tilly härjade Sachsen, att för en tid (1631-35) sluta sig till Sverige. Genom separatfred med kejsaren (i Prag 1635) vann han Lausitz (ett land, över vilket huset Wettin redan under medeltiden tidvis härskat, vilket sedan kommit under Böhmen och 1620 av kejsaren överlåtits åt Johan Georg med panträtt). Anslutningen till kejsaren bragte emellertid nya bördor över de sachsiska länderna, som flera gånger hemsöktes av svenska trupper (särskilt under Lennart Torstenson 1641-45).
Westfaliska freden bekräftade besittningen av Lausitz. Härmed hade Sachsen nått sin största utsträckning, för att inom kort åter minskas, då Johan Georg 1652 utrustade sina yngre söner med län, som först på 1700-talet åter indrogs till kurfurstendömet (Sachsen-Zeitz 1718, Sachsen-Merseburg 1738, Sachsen-Weissenfels 1746). På Johan Georg följde Johan Georg II (1656-80), Johan Georg III (1680-91) och Johan Georg IV (1691-94). Fredrik August I (1694-1733) valdes 1697 till Polens kung (under namn av August II) och lade därigenom grunden till en personalunion, som ägde bestånd i 66 år. I samband med detta konverterade han till katolicismen, vilken alla hans efterföljare förblev trogen.

## Stora nordiska kriget och preussisk expansion
August började 1700 krig med Sverige, för vilket hans arvland fick bära tunga bördor (särskilt den svenska inkvarteringen 1706-07, som beräknas ha kostat landet omkring 15 miljoner thaler). Varaktig betydelse för landet fick Augusts konstnärliga intressen: de värdefulla konstsamlingarna i Dresden,
porslinsfabriken i Meissen (1710), den livliga byggnadsverksamheten och så vidare.
Fredrik August II (som polsk konung August III, 1733-63) delade sin faders intresse för konsten, men saknade håg för politiken, som småningom helt och hållet kom i hans allsmäktige minister Brühls händer. Denne, en oförsonlig motståndare till Fredrik II av Preussen, som genom förvärvet av Schlesien (1742) liksom inringat Schlesien och omöjliggjort dess vidare utveckling, bidrog genom sina intriger till Sjuåriga krigets utbrott (1756), men är också ansvarig för att genom vanvård av finanser och armé ha lagt landet så gott som värnlöst inför Fredriks angrepp och därigenom möjliggjort en långvarig preussisk ockupation. Med oförminskat område, men med en statsskuld på 30 miljoner thaler gick Sachsen ur striden.
Preussens hegemoni i Nordtyskland förblev orubbad. August III:s son Fredrik Kristian regerade blott ett par månader (1763). Dennes son Fredrik August III "den rättrådige" (1763-1827) återställde landets förstörda kredit och reformerade förvaltning och rättsväsen i upplysningens anda. Verksammare än någon sachsisk monark sedan 1500-talet sörjde han för näringarnas blomstring: särskilt bergsbruket utvecklades genom förbättrade metoder. I sin utrikespolitik avstod Fredrik August från alla revanschtankar och slöt sig nära till Preussen.

## Napoleonkrigen

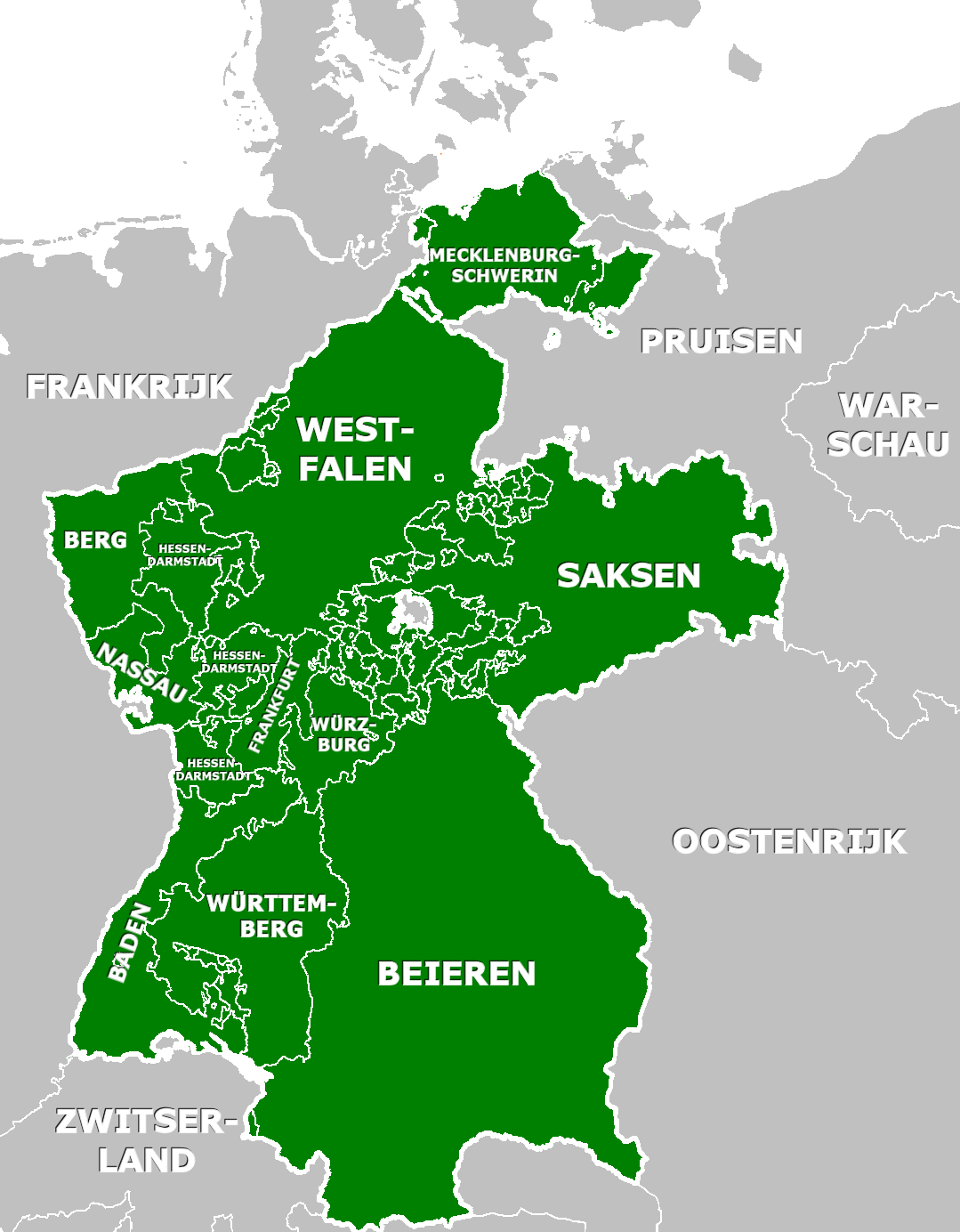
Sachsens läge (markerat "Saksen") i Rhenförbundet.

I förbund med de preussiska trupperna blev de sachsiska besegrade av Napoleon i Slaget vid Jena-Auerstedt (1806). Kort därefter försonade sig kurfursten med Frankrike,
anslöt sig genom fördraget i Posen 11 december 1806
till Rhenförbundet och antog med Napoleons samtycke titeln kung av Sachsen (såsom sådan Fredrik August I). Hertigdömet Warszawas krona, som Napoleon
1807 gav åt de forne polske konungarnas ättling,
betydde för Sachsen ingen ökad styrka, men vidgade klyftan mellan detta land och Preussen och tvang
Fredrik August till en allt närmare anslutning till
Napoleon.
Efter Napoleons fälttåg till Ryssland, vari även sachsiska trupper deltog, vacklade Fredrik August till en tid,
men kastade sig åter i Napoleons armar; Dresden hölls maj-oktober 1813 besatt av franska trupper. Under det stora slaget vid Leipzig (16-19 oktober samma år) befann han sig själv i Napoleons högkvarter och togs av de allierade till fånga; de sachsiska trupperna hade under slaget övergått till de allierade.
Landet ställdes tills vidare under rysk militärförvaltning; dess framtida öde blev en av de svårlöstaste frågorna på
Wienkongressen. De preussiske diplomaterna fordrade,
understödda av Ryssland, landets fullständiga förening med Preussen. Tack vare Frankrikes och Österrikes
hjälp återfick visserligen Fredrik August (1815)
en stor del av sina länder, men måste avstå tre femtedelar av dem till Preussen: större delen av Lausitz, det gamla kurlandet,
den s. k. thüringska kretsen, samt städerna Wittenberg, Merseburg, Naumburg an der Saale, Mansfeld, Querfurt och Henneberg samt deras omkringliggande områden. Ur dessa områden skapade sedan Preussen provinsen Sachsen.

## Reform, revolution och kontrarevolution
Fredrik August och hans minister Einsiedel ställde sig bestämt avvisande mot de liberala strömningarna. Det missnöje, som härav uppstod, ledde under hans broder och efterträdare, den redan vid tronbestigningen
71-årige kung Anton (1827-36), till oroligheter, vid vilka också motsättningen mellan den protestantiska befolkningen och det sedan August II:s tid katolska kungahuset spelade in (1830).
Einsiedel avskedades,
den reformvänlige prins Fredrik August blev konungens medregent, och en författning utfärdades
(4 september 1831), enligt vilken en lantdag med två kamrar ersatte de forna landständerna. Härpå följde en tid av livlig reformlagstiftning, som fortsattes,
sedan Fredrik August II (1836-54) blivit konung. Industrin blomstrade och fann genom Sachsens anslutning till tullföreningen 1833 rik avsättning. I lantdagen uppträdde ett liberalt parti,
vars ledare under det oroliga året 1848 kallades att bilda regering. Lantdagen antog samma år lagar om press-, förenings- och församlingsfrihet och om en vittgående demokratisering av kamrarna. Men redan 1849 trädde den liberala regeringen tillbaka,
och lantdagen upplöstes. Ett härav föranlett,
till syftet utpräglat republikanskt uppror, vars egentlige ledare var den ryske revolutionären Bakunin
("maj-upproret" 1849), kuvades med preussiska truppers bistånd. Genom en statskupp återställdes
1850 författningen av 1831, och en ny tid av reaktion inleddes. Den 1849 till utrikesminister utnämnde friherre Beust sökte både mot
Österrike och framför allt mot Preussen hävda de tyska mellanstaternas intressen.

## Tyska kriget
När tyska enhetskriget mellan Österrike och Preussen utbröt 1866 – kung var då Fredrik Augusts broder Johan (1854-73), ställde sig Sachsen på Österrikes sida. En preussisk armé inryckte i juni 1866 i landet, och den sachsiska armén under kronprins Albert, konungens son, måste retirera till Böhmen, där den tills, med österrikarna blev slagen vid Königgrätz (3 juli). Sachsen ställdes under preussisk militärförvaltning.
Kung Vilhelm av Preussen hade gärna sett, att åtminstone delar av Sachsen införlivats med Preussen, men Österrike fordrade dess fullständiga återställande och understöddes härutinnan av
Bismarcks föreställningar. Konung Vilhelm måste ge vika. Frederna i Prag (mellan Österrike och Preussen,
23 aug.) och Berlin (mellan Sachsen och Preussen, 21
okt.) bestämde, att Sachsen med oförminskat område skulle inträda i Nordtyska förbundet, överlåta post- och telegraf väsen åt detta, organisera sin armé som en armékår i förbundsarmén och betala 10 miljoner thaler till Preussen.

## Tysklands enande

Kungariket Sachsens läge i Kejsardömet Tyskland, 1871.

Efter den försonlighet som Preussen visade mot Sachsen förblev förhållandet gott mellan de båda staterna. De sachsiska trupperna kämpade under kronprinsens och prins Georgs befäl vid preussarnas sida mot Frankrike
1870-71 (de utmärkte sig särskilt vid Gravelotte, Sedan, Brie och Villersexel), och Sachsens historia efter 1866 i övrigt är på det närmaste förknippad med Tysklands allmänna historia.
En ny vallag 1867
avskaffade ståndsprincipen vid valen till lantdagens andra kammare och införde för dessa en ganska låg census. Resultatet blev en liberal majoritet i andra kammaren, i första däremot en konservativ, vilket föranledde häftiga strider mellan kamrarna. Från
1878 hade emellertid de konservative majoritet även i andra kammaren.
Den sachsiska industrins starka utveckling medförde snart uppkomsten av ett starkt socialdemokratiskt parti, som 1895 besatte
15 platser i andra kammaren. Då socialdemokraterna krävde allmän rösträtt, förenade sig de borgerliga partierna om en ändring i vallagen, som införde indirekta val, i förening med en indelning av valmännen efter inkomsten i tre klasser 1896. Följden blev socialdemokraternas fullständiga undanträngande ur landtdagen (1901), medan de kort efteråt (1903)
besatte 22 av Sachsens 23 platser i den efter allmän rösträtt sammansatta tyska riksdagen. Frågan om en ändring av 1896 års lag, som även otillbörligt gynnade landsbygden på städernas bekostnad, kom snart på dagordningen. Fr. o. m. 1904 framlade regeringen det ena förslaget efter det andra till en rösträttsreform. 1909 beslöts äntligen införande av allmän och direkt rösträtt med 1-3 tilläggsröster för högre inkomst, bildning och ålder. Valen till andra kammaren gav sedan dess till resultat ungefärlig jämvikt mellan tre partier: konservativa,
nationalliberaler och socialdemokrater.
Kung Albert (1873-1902), som 1889 kunde fira det wettinska husets 800-åriga regeringsjubileum,
efterträddes av sin broder Georg (1902-04), som i sin tur efterträddes av sin son,
den sedan 1904 regerande konungen Fredrik August III.

## Mellankrigstiden
Den tyska revolutionen hösten 1918 fick i Sachsen ett tämligen våldsamt förlopp, beroende på landets starka industrialisering och den mångenstädes rådande arbetslösheten. I Leipzig utbröt revolutionen
8 november. Kung Fredrik August III förklarades 11
augusti avsatt och abdikerade 13 augusti. En ny regering, bestående av 3 oavhängiga och 3
majoritetssocialister, tillsattes 15 november. Sedan följde även i
Sachsen en kort period av arbetar- och soldatrådsvälde.
Den 2 februari 1919 valdes en provisorisk folkrepresentation av 96 medlemmar, varav 42
majoritets- och 15 oavhängiga socialister, och den antog
28 februari en "provisorisk grundlag för fristaten Sachsen",
enligt vilken representationen, "folkkammaren",
utövade lagstiftningen och valde ministerpresident.
Till regeringsmedlemmar utsågs främsuari majoritetssocialister, sedan de oavhängiga i januari 1919 avgått i samband med partiets radikalisering i Sachsen liksom i Tyska riket. Ministerpresident var (mars
1919–maj 1920) Georg Gradnauer och därefter till våren 1923 Wilhelm Buck.
Definitiv ny författning antogs i oktober
1920 att gälla från 1 november s. å. Kommunismen i
Tyskland hade en av sina huvudfästen i Sachsen, och svåra oroligheter uppstod där tid efter annan. I
april 1919 dränktes krigsministern Gustav Neuring i Elbe,
i mars 1920 for friskareledaren Max Hoelz plundrande omkring i Vogtland, nya oroligheter, bl. a. i
Zwickau, uppstod sommaren 1922 efter mordet på Walther Rathenau. Regeringen blev alltmer beroende av kommunisterna, som i lantdagen utgjorde tungan på vågen mellan de med varandra nästan jämstarke socialisterna och de borgerlige, 1 mars 1923
valdes till ministerpresident doktor Zeigner. I okt. s. å. upptogs t. o. m. några kommunister i regeringen. Denna råkade nu i skarp konflikt med riksregeringen som krävde respekt för rikslagen till republikens skydd mot upplösning av de röda "hundramannaföreningar", som bildats på yrkande av en kommunistisk regeringsmedlem för att möta befarade angrepp från Hitlers nationalsocialistiska väpnade skaror i Bajern.
Efter ett ultimatum av 28 oktober från riksregeringen måste Erich Zeigner
avgå; han häktades därefter för besticklighet och ådömdes 1924 fängelsestraff, vilket av hans vänner ansågs vara ett uttryck för politisk förföljelse. Hans efterträdare som ministerpresident, den moderate,
av demokraterna stödde socialdemokraten Alfred Fellisch,
avlöstes januari 1924 av socialdemokraten Max Heldt, i vars ministär även 3 borgerliga ingick.

## Efterkrigstiden

Distrikt i det nuvarande förbundslandet Sachsen.

Efter Nazitysklands nederlag andra världskriget ingick Sachsen från 1945 till 1949 i den sovjetiska ockupationszonen, SBZ (Sowjetische Besatzungszone). Området kring staden Reichenau hamnade öster om Oder-Neisse-linjen och tillföll Polen, samtidigt som Sachsen utökades med Oberlausitzkreis från den forna preussiska provinsen Schlesien. När Östtyskland bildades 1949 ingick Sachsen som en delstat. 1952 upplöstes Sachsen och bildade de tre östtyska distrikten Dresden, Karl Marx-Stad och Leipzig.
Vid Tysklands återförening 1990 återskapades Sachsen som ett förbundsland.

## Källa
Den här artikeln är helt eller delvis baserad på material från Nordisk familjebok, Sachsen, 1904–1926.